# Skiatophytum
Genre
Classification phylogénétique
Skiatophytum L.Bolus est un genre de plante de la famille des Aizoaceae.
Skiatophytum L.Bolus, in S. African Gard. 17: 435 (1927) [sine descr.] ; L.Bolus, Notes Mesembr. 1: 126 (1928), in clave [cum descr.]
Type : Skiatophytum tripolium (L.) L.Bolus (Mesembryanthemum tripolium L.)

## Liste des espèces
Skiatophytum L.Bolus est à ce jour un genre monotype.
- Skiatophytum tripolium (L.) L.Bolus